# Isosaari (ö i Finland, Mellersta Finland, Jämsä)
Isosaari är en ö i Finland. Den ligger i sjön Kangasjärvi och i kommunen Kuhmois i landskapet Mellersta Finland, i den södra delen av landet, 150 km norr om huvudstaden Helsingfors. Öns area är 2,6 hektar och dess största längd är 300 meter i nord-sydlig riktning.